# 豐人

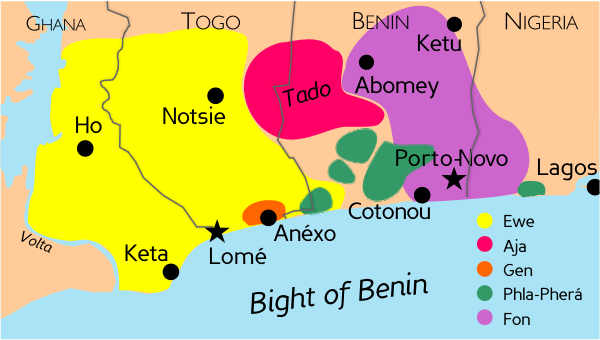
Gbe語所屬語言分佈圖，其中紫色部份是豐語族，圖中四個國家由左至右為迦納、多哥、貝南、奈及利亞

豐人是一個西非民族，居住在貝南和奈及利亞、多哥等地。主要使用豐語，多信仰伏都教。